# Alegeri pentru Primăria Londrei, 2004

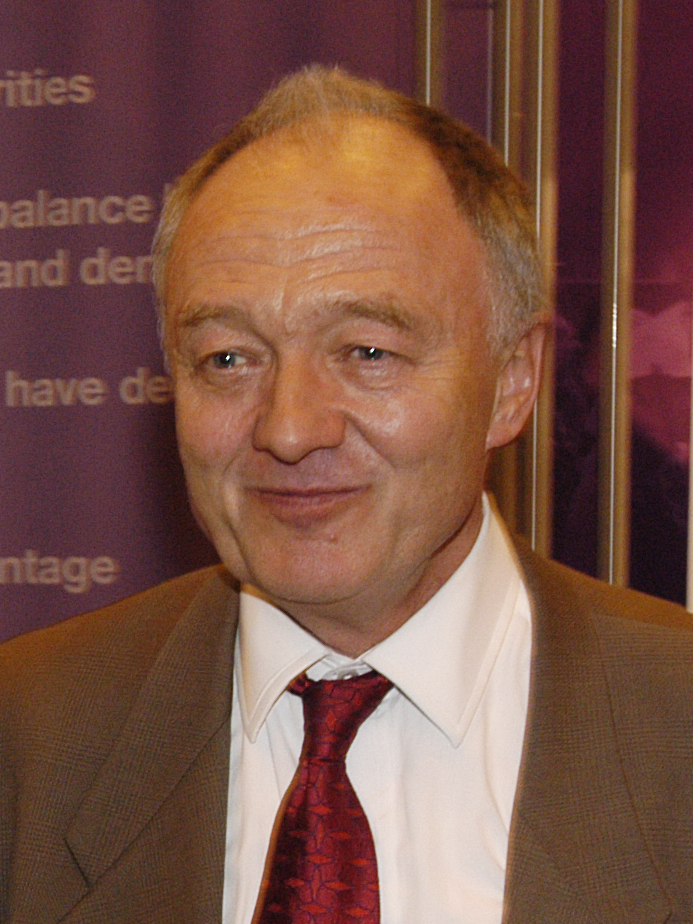
Primarul Londrei, Ken Livingstone

Alegerile din 2004 pentru funcția de primar din Londra au avut loc pe 10 iunie 2004. Acestea s-au desfășurat în aceeași zi cu alte alegeri locale, alegerile pentru parlamentul european, așa că londonezii au avut un total de 5 voturi pe trei buletine de vot. Secțiile de votare s-au deschis la 7 dimineața și s-au închis la 10 seara. Vezi UK elections, 2004. A fost utilizat sistemul suplimetar de vot.
Ken Livingstone a câștigat nominalizarea partidului său la 2 ianuarie 2004, la numai 3 saptămâni după ce a revenit la acest partid, dupa ce deputatul și prietenul său, Nicky Gavron, candidat ales anterior, s-a retras în favoarea lui, câștigând cu o marjă confortabilă. 

## Rezultate
| Nume             | Partid            | Prima preferință | %    | A doua preferință | %    | Final   | %²   |
| ---------------- | ----------------- | ---------------- | ---- | ----------------- | ---- | ------- | ---- |
| Ken Livingstone  | Muncitoresc       | 685,541          | 35.7 | 250,517           | 13.0 | 828,380 | 55.4 |
| Steven Norris    | Conservator       | 542,423          | 28.2 | 222,559           | 11.6 | 667,178 | 44.6 |
| Simon Hughes     | Liberal-Democrat  | 284,645          | 14.8 | 465,704           | 24.3 | -       | -    |
| Frank Maloney    | Independenței UK  | 115,665          | 6.0  | 193,157           | 10.0 | -       | -    |
| Lindsey German   | RESPECT           | 61,731           | 3.2  | 63,294            | 3.3  | -       | -    |
| Julian Leppert   | Britanic Național | 58,405           | 3.0  | 70,736            | 3.7  | -       | -    |
| Darren Johnson   | Verde             | 57,331           | 2.9  | 208,686           | 10.9 | -       | -    |
| Ram Gidoomal     | Creștin           | 41,696           | 2.2  | 56,721            | 2,9  | -       | -    |
| Lorna Reid       | Clasa Muncitoare  | 9,542            | 0,5  | 39,678            | 2,1  | -       | -    |
| Tammy Nagalingam | Independent       | 6,692            | 0,4  | 20,391            | 1,1  | -       | -    |

¹În ceea ce privește sistemul votului suplimentar, dacă nici un candidat nu primește 50 % din primul set de voturi, cele din al doilea set sunt adăugate în top două alegeri de prim rang. Dacă votul dă o preferință de rang prim sau secund incadrate în top 2 candidați în oricare ordine, atunci a doua preferință nu este numărată, așadar o preferință secundă nu poate fi luată în considerare împotriva celei dintâi, de aceea totalul voturilor pentru Livingstone și Norris nu constituie suma celor 2 preferințe.
²Procentajele nu sunt folosite în mod oficial în voturile finale, ele sunt produse (reprezentate) aici cu scopul de a ilustra (din punct de vedere statistic) și sunt calculate de către candidații votului final, acesta fiind împarțit cu totalul voturilor finale.
Prezența la vot: 1,920,533 (36.95%)
În timp ce buletinele de vot sunt numărate electronic, totalul pentru ambele preferințe este disponibil, chiar dacă cele mai multe nu au contribuit la rezultatul final.

## Sumar al politicilor
Din broșura de manifest.
Ken Livingstone - Permanent pentru Londra
- continuă recuperarea de la două decenii de neglijare sub Conservatori

- continuă programul creșterii gradului de vecinătate a poliției

- oprește criminalitatea și face străzile, parcurile și transportul public mai sigure

- continuă reducerea congestionării traficului, prin extinderea zonei de încărcare a congestiei

- extinde îmbunătățirile în domeniul serviciilor de autobuz și oferă îmbunătățiri similare cu restul sistemului de transport

- îmbunătățește transportul în exteriorul Londrei cu autobuze mai bune și noi linii de tramvai

- extinde programul metroului în fiecare vineri si sambata noaptea, și oferă servicii gratuite de Anul Nou

- lucrează cu guvernul si sectorul destinat voluntariatului cu scopuri pe termen lung ce-si au ca obiectiv accesul facil al parinților la servicii ieftine și de înaltă calitate de protecție a copilului

- construiește 30.000 de case noi pe an și continuă să furnizeze locuințe la prețuri accesibile.

- combate poluarea atmosferică, ceea ce va face din Londra o zonă cu nivel scăzut de emisii cu standarde riguroase de poluare pentru camioane, autobuze, autocare și taxiuri.

- oferă călătorii cu autobuzul gratuite pentru copiii sub 18 ani care se află în sistemul de învățământ cu normă întreagă.

- aduce Jocurile Olimpice din 2012 la Londra.

Steve Norris - Pentru o Londră mai sigură
- reduce infracțiunile, mai ales infracțiunile stradale, vandalismul și graffitti-urile.

- pune mai mulți polițiști în patrulă decăt în mașini sau în birouri

- încurajează  "toleranța - zero" pentru delictele minore cum ar fi graffitti-ul, vandalismul și consumul de alcool în locuri publice

- mărește cota polițiștilor repartizați în afara Londrei

- dublează fondurile proiectelor pentru tineret

- lansează un nou sistem în slilul New Yorkez "Comp Stat" pentru a depista și a controla infracțiunile într-un mod efectiv

- introduce autobuze fără plată pentru copiii din școlile  primare  pentru a reduce congestia

- desființează taxa congestiei

- pune sub supraveghere zona underground a Londrei până la 3 dimineața în weekend-uri, instalează aer condiționat și pune la dispozitie gardieni pe timp de noapte

Simon Hughes - Un primar nou pentru o Londră mai bună
- face Londra mai sigură, mai ușoară și mai locuibilă

- face Londra mai curată și mai verde

- continuarea și îmbunatățirea politicii comunității

- îmbunătățirea transportului public

- prelungește programul de funcționare al metroului până la ore târzii de 3 ori pe saptămână

- face stațiile mai sigure

- provoacă guvernul Muncii la Consiliul de taxe, razboiul din Irak și taxele studențești

- asigură o opinie puternică pentru Londra, punând  securitatea și siguranța londonezilor pe primul loc

Frank Maloney -  Opriți cariera politică
- crește numărul de ofițeri de poliție, reduce influența politică în domeniul poliției și sprijină victimele infracțiunilor

- elimină taxa de congestie, se opune radarelor și cocoașelor contra vitezei

- creează un sistem de transport non-stop și extinde metroul londonez  în sud-estul  Londrei

- pune mai mulți conductori pe autobuz și oferă gratuitate pentru călătoriile cu autobuzul minorilor sub 18 ani pe ruta spre școală

- oprește vinderea terenurilor de joacă ale școlilor, crește finanțarea cluburilor de tineret și fondul de sporturi competitive pentru tineri, inclusiv a jocurilor pentru tinerii londonezi

- oferă burse din partea primăriei pentru ca tinerii dezavantajați să meargă la facultate

- permite afacerilor să funcționeze non-stop și oferă asistență întreprinderilor din zonele defavorizate

- păstreză și să încurajeze toate piețele  stradale din Londra

- sărbătorește ziua Sfântului „George” printr-o paradă anuală

- sprijină oferta pentru organizarea Jocurilor Olimpice din 2012 și a altor evenimente internaționale, promovează Londra la nivel internațional

- reduce cota primarului din taxa de consiliu

- elimină insurgenții

- susține campania pentru marirea pensiei de stat și înăsprește controlul imigranților

- furnizează locuințe la prețuri mai avantajoase și regenerează avuția consiliului

Lindsey German – Londonezii merită respect
- luptă împotriva rasismului și a discriminării

- se opune privatizărilor

- asigură un salariu minim în Londra de £ 7.40 pe oră și un ajutor de 4000£ pe an pentru funcționarii publici

- renunță la taxa de consiliu

- reduce costurile de transport public, limiteză tariful la metrou la £ 1.00

- susține campania pentru dreptate socială și oferă pensii proporționale cu câștigul

- susține campania împotriva războiului din Irak și a taxei de școlarizare

Julian Leppert
- renunță la candidatura Londrei pentru organizarea Jocurilor Olimpice din 2012, astfel reducându-se presiunea asupra transportului și a poliției și a tracului pe care il resimte orașul

la gândul că ar putea da greș într-un proiect de asemenea prestigiu 
- se opune în continuare imigrației, și prezenței solicitanților de azil în capital, deoarece acestea sunt de fapt migranții economice

- reduce costul locuințelor și a presiunii pentru noi case prin oprirea imigrației

- marește salariile în Londra prin oprirea imigrației

- asigură doua linii noi de tren în jurul Londrei sau o posibilă linie de tramvai

- elimină taxa de congestie

- realizeză un proiect de prestigiu cu scopul de a construi un nou aeroport pe o insulă artificială în estuarul Tamisei, având o legătură feroviară de mare viteză cu centrul Londrei

- promovează ziua Sfântului “George”

Darren Johnson - O viață de calitate, o Londră de calitate
- reduce traficul prin extinderea taxei de congestie

- oferă un sistem de transport integrat care este de încredere, sigur și aflat în proprietate publică

- reduce limita de viteză

- oferă facilități mai bune cicliștilor și trasee mai sigure pentru pietoni spre fiecare școală

- se opune privatizării și reducerilor

- oferă protecție pentru parcuri, terenuri de joacă și spații deschise și alocă 1000 de noi parcele

- lucrează pentru londonezi, nu pentru afaceri

- lucrează pentru a face Londra mai accesibilă și pentru eliminarea sărăciei, a lipsei de locuințe sau a condițiilor precare de locuit printr-un plan ce creează noi case pentru Londra

- creează locuri de muncă în industriile”verzi” și creative, încurajează manufactura

- muncește să insufle viață în economiile locale, în magazine și pe marile străzi și să asigure furnizarea serviciilor locale la distanțe mici, care pot fi parcurse ca pieton

- pune capăt tuturor formelor de rasism, sexism și homofobie

- face Londra mai sigură prin abordarea problemei fricii, a criminalității și a cauzelor sale

- face panourile solare obligatorii pentru toate noile dezvoltări, extinde reciclarea și oprește incinerarea deșeurilor

- protejează drepturile animalelor, animalele sălbatice și habitatul lor

- face presiuni pentru a se aproba o taxă care sa încurajeze decongestionarea traficului aerian, oprește extinderea aeroporturilor și a zborurilor de noapte

Ram Gidoomal
- dă competență și responsabilitate

- face Londra mai sigură

- restabilește încrederea publicului în poliție și sistemul juridic

- se asigură că școlile noi au o fundație creștină sau de altă natură pe bază de credință

- accesează fonduri de 500 milioane £ pentru ca Londra să aibă o nouă viață și noi locuri de muncă

- combate decalajul dintre bogați și săraci

- se asigură că Londra are un sistem de transport public coerent

- aduce valorile creștine de justiție, integritate, compasiune și reconciliere la Londra

- celebrează diversitatea ca pe o sursă de putere

- e independent și nu risipește bani

Lorna Reid - Și noi locuim aici
- dă voce politică clasei muncitoare din Londra

- face poliția răspunzătoare în comunitățile locale

- sprijină în mod activ comunitățile locale în combaterea comportamentului anti-social

- mărește investițiile în proiecte ce oferă facilități pentru tineri

- crește numărul de locuințe de calitate la prețuri accesibile, și investește în sediul consiliului

- elimină taxa consiliului în favoarea unei taxe locale

- asigură un salariu minim de 7.32 £ pe oră pentru muncitorii din Londra

- oferă  un sistem de transport finanțat public și responsabil și alte servicii publice

- se opune privatizării

- garantează resurse suplimentare de la guvernul central pentru a finanța cererea crescută a resurselor locale datorată imigrării

- asigură un plan de regenerare care sa ofere locuințe decente, locuri de muncă și oportunități pentru fiecare

- oferă soluții în problema lipsei de îngrijire a copiilor și a sistemului de educație aflat în cadere

Dr. Tammy Nagalingam
- revizuiește și schimbă transportul în comun și oferăcea mai bună valoare pentru bani pentru toate serviciile

- limitează taxa congestionării traficului și o păstreaza doar pentru intervalul 07.00 – 21.30 și crește venitul prin alte mijloace

- interzice accesul vehiculelor de mare tonaj în centrul Londrei între 06.00 și 18.00

- convinge consiliul să renunțe la sensurile unice și să le transforme în străzi mai mici și rezolvă problema liniilor de autobuz dar și a liniilor duble galbene

- se asigură că mediul nu este un factor de risc pentru sănătate

- ajuta consiliile „Borough” pe probleme de sănătate publică, economisiește banii „NHS”-urilor și curăță orașul

- donează  jumătate din salariul de primar pentru probleme de sănătate publică și mediu

- asigură fonduri suficiente pentru a recruta și instrui ofițeri de poliție

- asigură o iluminare mai bună a aleilor lăturalnice și a zonelor cu probleme și creează aceste consilii tocmai pentru a îmbunătăți serviciile

- celebrează ziua Sfântului „George” în parcul „Hyde”

- sprijină candidatura pentru Jocurile Olimpice din 2012

- păstrează legătura cu alte organizații

## Candidați potențiali
Comediantul londonez Lee Hurst a luat serios în considerare candidatura la alegeri. Clubul său de comedie a fost în pericol de reorganizare și acest lucru a reaprins scânteia unei ambiții politice. manifestul lui ar fi inclus, probabil, politici, cum ar fi scoaterea din uz a benzilor de autobuz și a taxei de congestie, îmbunătățirea transportului public (incluzând reintroducerea conducătorilor de autobuz și a autobuzelor Routemaster), și combaterea criminalității și a mașinilor abandonate.[1]